# Виталий Захарцов
Виталий Захарцов (настоящее имя Виталий Александрович Гавриков) (род. 8 февраля 1983, Электросталь Московской области, Союз Советских Социалистических республик — российский писатель, филолог, доктор филологических наук, профессор, автор 200 научных публикаций, 10 монографий, книжный блогер, автор канала "Профессор скажет" (@prof_gavrikov).

## Биография и творческий путь
Виталий Захарцов родился 08 февраля 1983 года в городе Электросталь. В 1986 году семья переехала в Брянскую область. В 2005 году окончил Брянский государственный университет им. академика И.Г. Петровского. В 2007 году защитил кандидатскую диссертацию, в 2012 году - докторскую.
Дебютировал в 2021 году со сборником рассказов «Шоппинговые железы не пальпируются» (сборник – победитель международного конкурса «Я пишу»).
Дебютный роман «Молодильник ЗИЛ для хранения продуктов в безвремении» вышел в 2022 году в издательстве «Стеклограф» и вошел в лонг-лист российской литературной премии "Большая книга"
В 2023 году Издательство Стеклограф опубликовало второй роман Захарцова «Винтажъ».

## Произведения
- Виталий Захарцов. Шоппинговые железы не пальпируются. — Брянск: "Аверс", 2021. — 88 с.
- Виталий Захарцов. Молодильник ЗИЛ для хранения продуктов в безвремении. — М.: Стеклограф, 2022. — 292 с. — ISBN 978-5-521-19761-1.
- Виталий Захарцов. Винтажъ. — М.: Стеклограф, 2023. — 244 с.

## Критика
«Среди наших современников, чей новаторский взор направляется далеко за горизонт событий, стоит особо отметить Виталия Захарцова, который в своем новом сборнике микрорассказов «Шоппинговые железы не пальпируются» очень искусно соединяет главное и второстепенное, бытовое и надмирное в единую картину бытия, предоставляя возможность читателю не только заглянуть в далекое будущее, но и по-иному посмотреть на многие вещи, которые стали привычными для нас и которые происходят здесь и сейчас» .— Ирина Баранова. «Котовая скорость». О сборнике рассказов В. Захарцова «Шоппинговые железы не пальпируются»

«Виталий Захарцов работает в распространённом ныне жанре альтернативного повествования на современном материале со всеми присущими этому жанру особенностями...» .— Борис Кутенков. «Молодильник ЗИЛ для хранения продуктов в безвремении»

«Миражность этого мира, вероятно, обусловлена самим пространственно-временным континуумом романа: события разворачиваются в тёмном и таинственном Санкт-Петербурге. Разумеется, из культурной памяти сразу всплывает весь миражный и двоящийся петербургский текст русской литературы. Так что здесь Захарцов явно наследует Гоголю, причем не только по части мистики, но и по части юмора.» .— Олеся Темиршина. "Тоска по русской старине. О романе Виталия Захарцова «Винтажъ»